# Volumes
Volumes é uma banda americana de metalcore que faz parte da cena djent, em que é uma das mais populares bandas.

## História
A banda teve seu início em 2009 seguindo a tendência do movimento djent, lançando seu primeiro EP intitulado, The Concept Of Dreaming. O projeto em si chamou atenção com suas passadas de guitarras, breakdowns super quebrados em pura técnica djent, e isso levou com que a Mediaskare Records o chamassem para sua gravadora. Depois vieram mais dois álbuns de estúdio: VIA (2011) e No Sleep (2014). 
Atualmente a banda trabalha em seu mais novo projeto, que passa a ideia das pessoas se sentirem bem, "Feels Good". O novo vocalista Mike Terry, (ex-Bury your Dead) fala que esse novo projeto tem tudo pra dar certo e que quer que as pessoas se sintam bem pra tudo. O baixista Raad Soudani fala que "A progressão é a palavra que vem à mente. Queremos continuar progredindo e combinando a música que ouvimos diariamente. Via e No Sleep foram álbuns legais e estávamos todos empenhados na criação de músicas pesadas, em seguida, mas todo mundo tem amadurecido desde então e nós queremos fazer música que um público mais amplo possa desfrutar."

## Membros

### Atuais
- Raad Soudani - baixo (2009 - presente)
- Nick Ursich - bateria (2012 - presente)
- Mike Terry - vocal (2015 - presente)
- Michael Barr - vocal (2009 - 2015; 2020 - presente)

### Anteriores
- Gus Farias - vocal sujo (2009 - 2020)
- Diego Farias - guitarra (2009 - 2020); † falecido
- Daniel Schwartz - guitarra, vocal limpo (2010 - 2012), bateria (2011)
- Chris Khoury - bateria (2009 - 2011)
- Daniel Braunstein - guitarra (2009)

## Discografia

### Álbuns de estúdio
- Via (2011)
- No Sleep (2014)
- Different Animals (2017)
- Happier? (2021)

### EPs
- The Concept of Dreaming (2010)
- Coming Clean (2019)

## Bandas similares
- After the Burial
- Veil of Maya
- Monuments
- Periphery